# Дентиче, Шипьоне
Шипьо́не Де́нтиче (итал. Scipione Dentice; 19 января 1560, Неаполь — 21 апреля 1635 или ранее, там же) — итальянский композитор.

## Биография
Родился 19 января 1560 года в Неаполе. Он происходил из музыкальной семьи, из которой вышли также композиторы Луиджи и Фабрицио Дентиче, но из другой её ветви. Возможно, обучался музыке у Стефано Фелиса, интересовался также философией и математика. Возможно, в течение какого-то времени находился на службе у кардинала Алессандро Перетти, так как упоминается как один из исполнителей мадригалов Себастьяна Раваль на вилле кардинала в мае 1593 года, а также посвятил Перрети 25 марта 1594 года несколько мотетов. Вторая и третья книги мадригалов Дентиче имеют посвящения членам семей Перрети и Джезуальдо, а также архиепископу Неаполя Оттавио Аквавиве. Некоторые исследователи указывают, что в конце XVI века Дентиче состоял членом Компании по продвижению утончённого музыкального вкуса (итал. Camerata di propaganda per l'affinamento del gusto musicale), якобы созданной Джезуальдо, но другие исследователи ставят под сомнение не только членство Дентиче в этой организации, но даже и само её существование. В 1609 году упоминается как каноник кафедрального собора Неаполя. Позднее (по одним данным — в 1610, по другим — в 1622 году) стал членом ордена ораторианцев. Скончался в Неаполе не позднее 21 апреля 1635 года.

## Сочинения
Шипьоне Дентиче — автор нескольких сборников мадригалов и мотетов как религиозного, так и светского содержания. Его сочинения достаточно архаичны и имитационны и уступают лучшим образцам неаполитанской музыке того времени — например, сочинениям Карло Джезуальдо. Произведения Шипьоне были собраны в следующих сборниках:

### Религиозная музыка
- Motectorum liber primus, 5 голосов (Рим, 1594)
- Madrigali spirituali, 5 голосов (Неаполь, 1629)
- Madri galispirituali, libro secondo (Неаполь, 1640), утеряна
- Laude, 1599, 6005
- 7 рождественских антифонов, 5 голосов, ок. 1636

### Светская музыка
- Primo libro de madrigali, 5 голосов (Неаполь , 1591)
- II secondo libro de madrigali, 5 голосов (Венеция, 1596)
- II terzo libro de madrigali, 5 голосов (Неаполь, 1598)
- II quarto libro de madrigali, 5 голосов (Неаполь, 1602)
- II quinto libro de madrigali, 5 голосов (Неаполь , 1607)
- Сборники сочинений, опубликованные в 1587, 1591, 1604, 1609, 1611, 1615 и 1616 годах